# Церковь Феодоровской иконы Божией Матери (Бобренев монастырь)
Церковь Феодоровской иконы Божией Матери — православный храм в селе Старое Бобренево Коломенского района Московской области, на территории Бобренева монастыря.

## История
В 1858 году на должность строителя монастыря был назначен иеромонах Феоктист, который, благодаря пожертвованиям благотворителя и храмоздателя Давида Хлудова, в короткие сроки возвёл на месте прежних руин Входо-Иерусалимской церкви (существовала с XVI века, разобрана в XVIII веке) новый храм. Построенную в 1860 году в стиле позднего классицизма церковь освятили в честь Феодоровской иконы Божией Матери. Храм имел боковые приделы Сергия Радонежского и Димитрия Донского (в XIX веке переосвящены в Казанский и Давида Солунского). В 1941 году к храму пристроили западную паперть с верхним помещением ризницы.
Во время Октябрьской революции монастырская обитель была разграблена, в начале 1920-х годов монастырь закрыли. В 1930 году Бобренев монастырь был передан совхозу «Сергиевский», а в Рождество-Богородицком соборе и Феодоровской церкви разместились склады минеральных удобрений и гаражи. К 1987 году монастырские постройки находились в аварийном состоянии.
После распада СССР, в марте 1991 года, Святейший Патриарх Московский и всея Руси Алексий II и Священный Синод благословили открытие Бобренева монастыря, и началась реставрация его храмов. 29 августа 2005 года было совершено торжественное Великое освящение отреставрированной Феодоровской церкви, которое совершил Митрополит Ювеналий.